# Stanisław Matelak
Stanisław Matelak (ur. 1951) – polski koszykarz występujący na pozycji rozgrywającego, wielokrotny medalista mistrzostw Polski.

## Osiągnięcia
Na podstawie, o ile nie zaznaczono inaczej.
Klubowe
- 2-krotny mistrz Polski (1974, 1976)
- 2-krotny wicemistrz Polski (1975, 1977)
- Awans do najwyższej klasy rozgrywkowej z Baildonem Katowice (1978)
- Uczestnik rozgrywek Pucharu Europy Mistrzów Krajowych (1975, 1977)

Reprezentacja
- Uczestnik mistrzostw Europy U–18 (1970 – 6. miejsce)[2]